# MTV Video Music Awards 1996
Gli MTV Video Music Awards 1996 sono stati la 13ª edizione dell'omonimo premio musicale. La cerimonia di premiazione si è tenuta presso il Radio City Music Hall di New York il 4 settembre 1996.  
Lo spettacolo è stato presentato da Dennis Miller. 
A vincere più statuette furono i The Smashing Pumpkins, che con 9 nomination vinsero in 7 categorie, inclusa quella come Video dell'anno per la loro Tonight, Tonight.

## Esibizioni
- The Smashing Pumpkins
- The Fugees (feat. Nas)
- Metallica
- LL Cool J
- Neil Young
- Hootie & the Blowfish
- Alanis Morissette
- Bush
- The Cranberries
- Oasis
- Bone Thugs-N-Harmony
- Kiss

## Vincitori e nomination
I vincitori sono indicati in grassetto.

### Video dell'anno
- The Smashing Pumpkins — Tonight, Tonight
- Bone Thugs-n-Harmony — Tha Crossroads
- Foo Fighters — Big Me
- Alanis Morissette — Ironic

### Miglior video di un artista maschile
- Beck — Where It's At
- Bryan Adams — The Only Thing That Looks Good on Me Is You
- Coolio — 1, 2, 3, 4 (Sumpin' New)
- R. Kelly (feat. Ernie Isley & Ronald Isley) — Down Low (Nobody Has to Know)
- Seal — Don't Cry

### Miglior video di un'artista femminile
- Alanis Morissette — Ironic
- Björk — It's Oh So Quiet
- Tracy Chapman — Give Me One Reason
- Jewel — Who Will Save Your Soul

### Miglior video di un gruppo
- Foo Fighters — Big Me
- Bone Thugs-n-Harmony — Tha Crossroads
- The Fugees — Killing Me Softly
- Hootie & the Blowfish — Only Wanna Be with You

### Miglior artista esordiente
- Alanis Morissette — Ironic
- Tracy Bonham — Mother Mother
- Garbage — Stupid Girl
- Jewel — Who Will Save Your Soul

### Miglior video Hard Rock
- Metallica — Until It Sleeps
- Alice in Chains — Again
- Marilyn Manson — Sweet Dreams
- Rage Against the Machine — Bulls on Parade

### Miglior video R&B
- The Fugees — Killing Me Softly
- Toni Braxton — You're Makin' Me High
- Mariah Carey & Boyz II Men — One Sweet Day
- D'Angelo — Brown Sugar

### Miglior video Rap
- Coolio (feat. L.V.) — Gangsta's Paradise
- 2Pac (feat. Dr. Dre & Roger Troutman) — California Love
- Bone Thugs-n-Harmony — Tha Crossroads
- LL Cool J — Doin' It

### Miglior video Dance
- Coolio — 1, 2, 3, 4 (Sumpin' New)
- Everything but the Girl — Missing
- La Bouche — Be My Lover
- George Michael — Fastlove

### Miglior video Alternative
- The Smashing Pumpkins — 1979
- Bush — Glycerine
- Everclear — Santa Monica
- Foo Fighters — Big Me

### Miglior video tratto da un film
- Coolio (feat. L.V.) — Gangsta's Paradise (da Dangerous Minds)
- Brandy — Sittin' Up in My Room (da Waiting to Exhale)
- Bush — Machinehead (da Fear)
- Adam Clayton & Larry Mullen — Theme from Mission: Impossible (da Mission: Impossible)

### Miglior video svolta
- The Smashing Pumpkins — Tonight, Tonight
- Björk — It's Oh So Quiet
- Busta Rhymes — Woo Hah!! Got You All in Check
- Foo Fighters — Big Me
- Garbage — Queer
- Radiohead — Just

### Miglior regia
- The Smashing Pumpkins — Tonight, Tonight (Jonathan Dayton e Valerie Faris)
- Björk — It's Oh So Quiet (Spike Jonze)
- Foo Fighters — Big Me (Jesse Peretz)
- Alanis Morissette — Ironic (Stéphane Sednaoui)

### Migliori coreografia
- Björk — It's Oh So Quiet (Michael Rooney)
- Janet Jackson — Runaway (Tina Landon)
- George Michael — Fastlove (Vaughan e Anthea)
- Quad City DJ's — C'mon N' Ride It (The Train) (Quad City DJ's)

### Migliori effetti speciali
- The Smashing Pumpkins — Tonight, Tonight (Chris Staves)
- The Beatles — Free as a Bird (Johnny Senered, Kristen Johnson e Ben Gibbs)
- Bone Thugs-n-Harmony — Tha Crossroads (Cameron Noble)
- Green Day — Walking Contradiction (Jefferson Wagner e Brian Boles)

### Miglior scenografia
- The Smashing Pumpkins — Tonight, Tonight (K. K. Barrett e Wayne White)
- Björk — It's Oh So Quiet (Teri Whitaker)
- The Cranberries — Salvation (William Abelo)
- R.E.M. — Tongue (Clam Lynch)

### Miglior montaggio
- Alanis Morissette — Ironic (Scott Gray)
- Beck — Where It's At (Eric Zumbrunnen)
- Red Hot Chili Peppers — Warped (Hal Honigsberg)
- The Smashing Pumpkins — Tonight, Tonight (Eric Zumbrunnen)

### Miglior fotografia
- The Smashing Pumpkins — Tonight, Tonight (Declan Quinn)
- Brandy (feat. Wanya Morris) — Brokenhearted (Martin Coppen)
- Eric Clapton — Change the World (Peter Nydrle e Marco Mazzei)
- Madonna — You'll See (Adrian Wild)

### Miglior video scelto dal pubblico
- Bush — Glycerine
- Bone Thugs-n-Harmony — Tha Crossroads
- Coolio (feat. L.V.) — Gangsta's Paradise
- Metallica — Until It Sleeps
- Alanis Morissette — Ironic
- The Smashing Pumpkins — Tonight, Tonight

## International Viewer's Choice Awards

### MTV Asia
- Seo Taiji & Boys — Come Back Home
- Dewa 19 — Cukup Siti Nurbaya
- IE — Chan Tang Jai
- Put3Ska — Manila Girl

### MTV Brasil
- Skank — Garota Nacional
- Fernanda Abreu — Veneno da Lata
- Baba Cósmica — Sábado de Sol
- Barão Vermelho — Vem Quente Que Eu Estou Fervendo
- Chico Science & Nação Zumbi — Manguetown
- Engenheiros do Hawaii — A Promessa
- Os Paralamas do Sucesso — Lourinha Bombril
- Pato Fu — Qualquer Bobagem
- Raimundos — Eu Quero Ver o Oco
- Renato Russo — Strani Amori
- Sepultura — Roots Bloody Roots
- Titãs — Eu Não Aguento

### MTV Europe
- George Michael — Fastlove
- Björk — It's Oh So Quiet
- Die Fantastischen Vier — Sie Ist Weg
- Jovanotti — L'ombelico del mondo
- Pulp — Disco 2000

### MTV India
- Colonial Cousins — Sa Ni Dha Pa
- Asha Bhosle — Piya Tu Ab To Aaja
- Biddu — Boom Boom
- Indus Creed — Sleep
- Shaan and Style Bhai — Roop Tera Mastana

### MTV Japan
- Kuroyume — Pistol
- Ken Ishii — Extra
- Toshinobu Kubota — Funk It Up
- The Mad Capsule Markets — Walk!
- Seiko — Let's Talk About It

### MTV Latin America
- Soda Stereo — Ella Usó Mi Cabeza Como un Revólver
- Los Fabulosos Cadillacs — Mal Bicho
- Illya Kuryaki and the Valderramas — Abarajame
- Maldita Vecindad y los Hijos del 5to. Patio — Don Palabras
- Eros Ramazzotti — La cosa más bella

### MTV Mandarin
- Nana Tang — Freedom
- Dou Wei — Outside the Window
- Andy Lau — Truly Forever
- Eric Moo — Love Is So Heavy
- Regina Tseng — From Dark to Light